# Mahabad

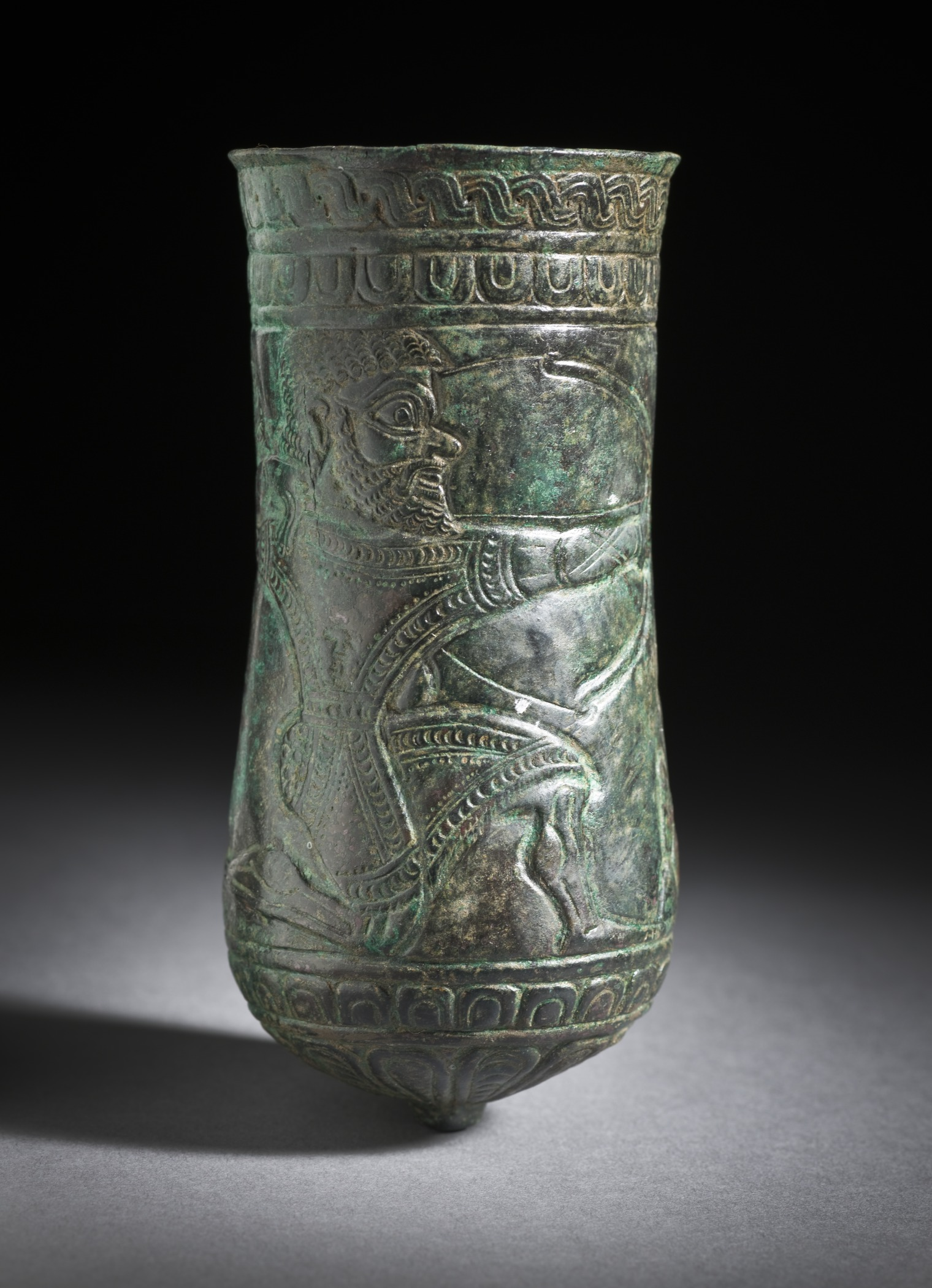
Vase mannéen en bronze, v. 1000-800 av. J.-C.

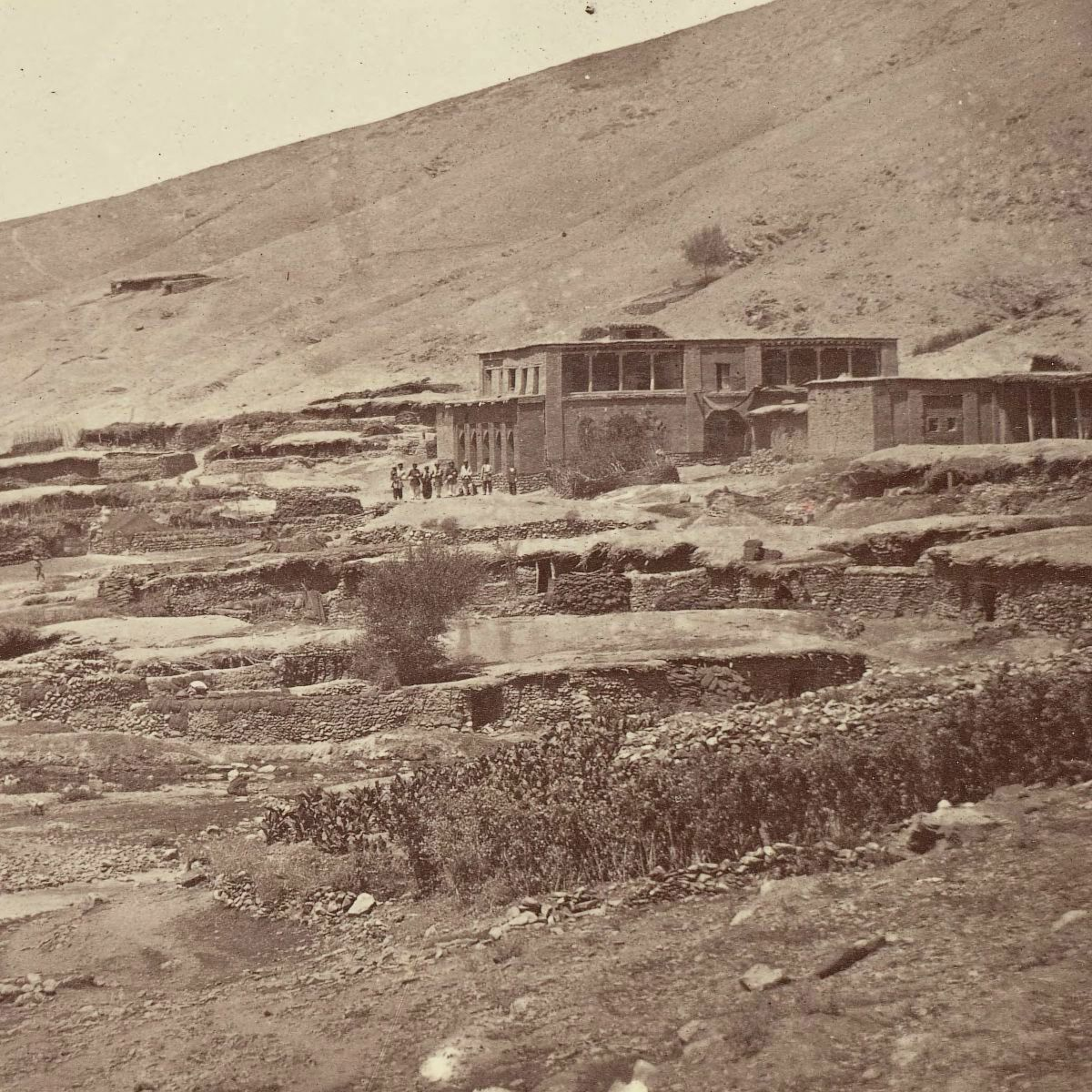
Maison d'Osman Agha à Mahabad, photographie ancienne, n.d.

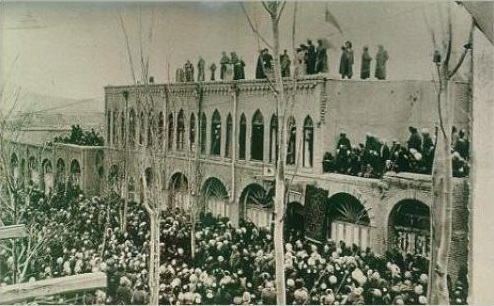
Proclamation de la république de Mahabad le 22 janvier 1946.

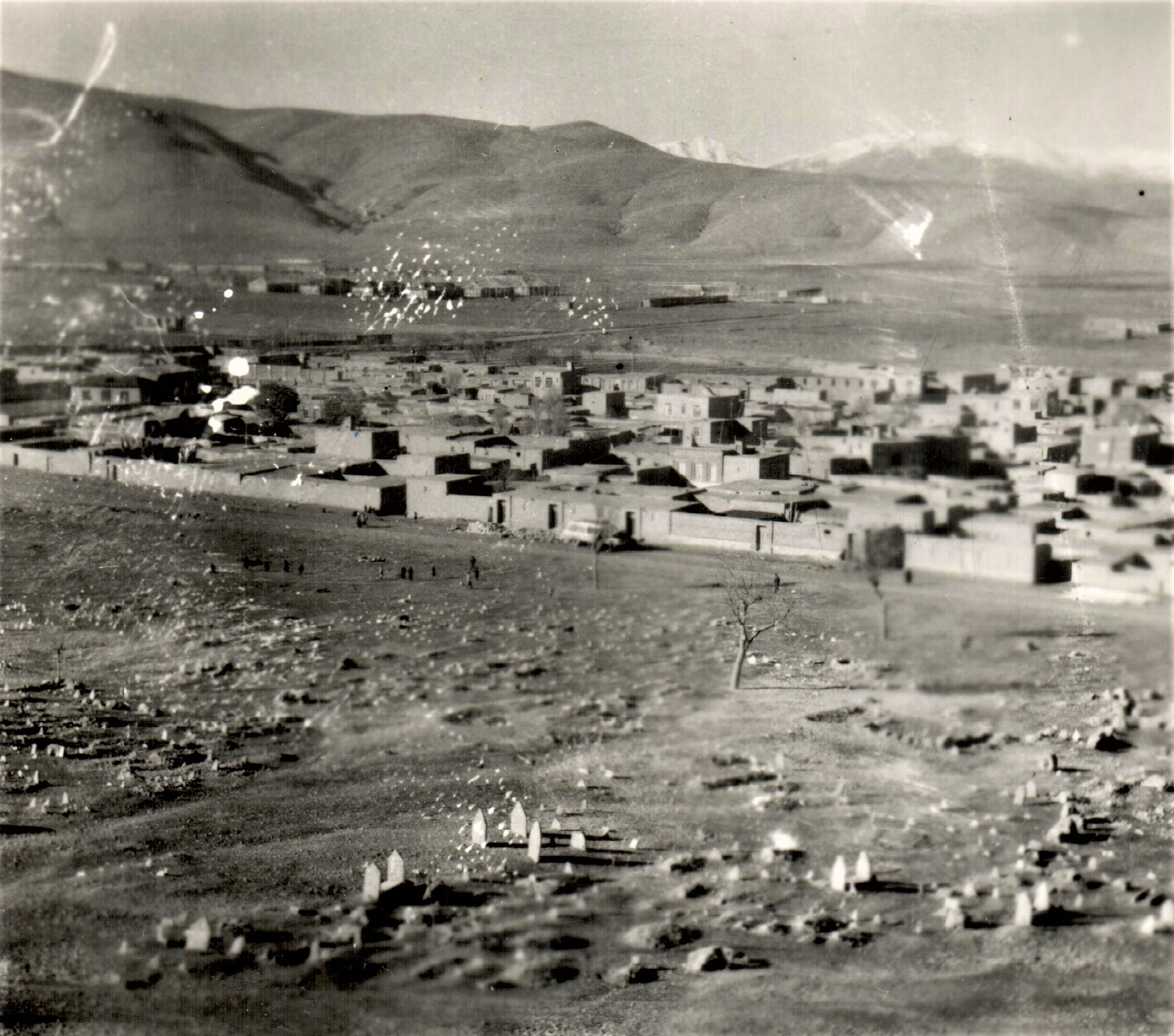
Mahabad - 1959

Mahabad (en kurde : مەھاباد, en persan : مهاباد, Mehabad) est une ville de la province d'Azerbaïdjan occidental en Iran.
Elle a été dans l'Antiquité le centre du royaume des Mannéens.
En 1946, elle fut la capitale de l'éphémère État kurde, la république de Mahabad, proclamée le 22 janvier sur la place Tchahar Tcheragh (en). 
La ville et sa région sont très pauvres. Un barrage est construit dans la région par les Yougoslaves dans les années 1960, permettant de développer l'activité agricole, mais les retombées locales demeurent faibles. Dans les années 1990, les militaires sont présents en nombre par crainte d'un soulèvement.
Le 22 septembre 2010, lors d'une parade militaire commémorant la guerre Iran-Irak, l'explosion d'une bombe fait 12 morts, dont les épouses de deux officiers supérieurs, et environ 20 blessés. Les autorités accusent les « contre-révolutionnaires ». Cet attentat fait suite à plusieurs affrontements dans cette région entre les forces iraniennes et la guérilla kurde du PJAK. Le 27 septembre, Mohammad Pakpour, chef du corps des Gardiens de la révolution islamique, annonce que les auteurs de l'attentat ont été tués par ses hommes dans une région frontalière. 
En 2014, à l'occasion d'un débat sur la création de 10 nouvelles provinces, le ministre de l'Intérieur Abdolreza Rahmani Fazli (en) propose de créer une province de « Kurdistan du Nord » avec Mahabad pour capitale, par division de l'Azerbaïdjan occidental, et d'étendre les droits culturels de la minorité kurde d'Iran. Mais cette proposition se heurte à une forte opposition des Azéris, la minorité ethnique la plus nombreuse d'Iran, à la fois parce quelle divise une de leurs provinces et parce qu'elle rappelle la tentative indépendantiste de la république de Mahabad en 1946.